# 中外製薬
中外製薬株式会社（ちゅうがいせいやく、英: CHUGAI PHARMACEUTICAL CO.,LTD.）は、東京都中央区日本橋室町に本社を置く、日本の大手医薬品メーカーである。日経平均株価およびTOPIX Large70、JPX日経インデックス400の構成銘柄の一つ。

## 概説
2002年にスイスの大手医薬品メーカー、エフ・ホフマン・ラ・ロシュ（Fritz Hoffmann-La Roche）との「戦略的アライアンス」に基づきロシュグループに傘下入りした。ロシュの創薬品と旧来の中外製薬のバイオ医薬による開発力とのシナジー効果による開発パイプラインを有す。なお、資本構成上はロシュグループが過半数の株式を保有し実質的にはロシュによる買収であるが、当時のCEO・COOであった永山治は「買収ではなく戦略的提携」と発言した。現在も東京証券取引所一部上場を維持するなど、一定の独立性は維持している。
2014年12月1日に新しいスローガンとして、「創造で、想像を超える。（英: INNOVATION BEYOND IMAGINATION）」が策定された。
一般大衆薬事業をライオンに営業譲渡するまでの主力商品で著名なものはバルサンや栄養ドリンクのグロンサン、新グロモント、オルパ、ローゼリー、チルカカプレット、中外アルペン、中外胃腸薬→新中外胃腸薬、中外下痢止め、エフィール、ペア、ゼノール、ミルフル、ゆあみなどがある。

## 所在地
- 本社 - 東京都中央区日本橋室町二丁目1番1号（日本橋三井タワー、〒103-8324）

（中外製薬 旧本社 - 東京都中央区京橋二丁目1番9号 京橋MTビル）
（旧日本ロシュ 本社 - 東京都港区芝二丁目6番1号 Rocheビル）
- 登記上本店（浮間工場・浮間研究所） - 東京都北区浮間五丁目5番1号（〒115-8543）

## 生産・開発拠点

### 研究所
- 浮間研究所 - 東京都北区浮間5-5-1
- 中外ライフサイエンスパーク横浜（下記の2研究所と統合して2023年4月稼働）：神奈川県横浜市戸塚区[9]
  - 富士御殿場研究所（1987年6月）：静岡県御殿場市駒門1-135
  - 鎌倉研究所：神奈川県鎌倉市梶原200

### 工場
- 宇都宮工場（1990年10月）：栃木県宇都宮市清原工業団地16-3
- 藤枝工場：静岡県藤枝市高柳2500
- 浮間工場：東京都北区浮間5-5-1

### 過去にあった拠点
- 鎌倉工場：神奈川県鎌倉市梶原200（2010年12月閉鎖）[10]
- 筑波研究所（2001年4月開設、2005年3月閉鎖）

## 歴史
☆印は中外製薬関係、★印は旧:日本ロシュならびにRoche関係である。なお、親会社のFritz Hoffmann-La Rocheについては「Roche」とする。
- 1924年★：東京市京橋区にてRoche日本法人「NSY合名会社」が創立された。日本国内の製造承認を取得した、最初の外資系医薬品企業であった。
- 1925年3月☆：上野十藏によって中外新薬商会として創立された。
- 1932年★：NSY合名会社が株式会社に組織変更し、日本ロシュ株式会社に商号を変更。解熱鎮痛剤「フジサワサリドン」を製造・発売した。
- 1943年3月☆：中外新薬商会が株式会社に組織変更し、中外製薬株式会社に商号を変更。当初はブドウ糖などを生産した。
- 1944年9月☆：中外製薬は株式会社松永製薬所を吸収合併し、広島県に松永工場を開設（2003年12月に閉鎖）。
- 1946年9月☆：中外製薬鏡石工場を建設。
- 1961年★：日本ロシュがレチノイド（合成ビタミンA）の特許を公開。
- 1967年★：日本ロシュが鎌倉工場を新設した（なお、中外製薬鎌倉工場となった後も当社のロシュ製品を製造した）。
- 1971年★：日本ロシュが試薬事業立ち上げ。
- 1972年☆：中外製薬の創業者娘婿、日本銀行出身の上野公夫（1919年3月26日 - 2007年11月17日）が中外製薬社長に就任した。
- 1979年☆：中外製薬のロゴマークと社名タイプを現在のものへ変更した（ただし、"中"の字を、ベンゼン環とアンプル瓶で表現したマークは旧来より使用）。
- 1980年★：日本ロシュ、ステロイド外用薬「テクスメテン（ジフルコルトロン）」を発売。
- 1988年☆：中外製薬高岡工場が竣工（1999年に製造部門を分社化し、高岡中外製薬となる。2003年に富士薬品に高岡工場と高岡中外製薬が譲渡され、株式会社パナケイア製薬へ社名変更）。
- 1989年☆：中外製薬がDNAを駆使した診断薬☆ベンチャー企業のジェン・プローブ社（en:Gen-Probe Incorporated）を買収した。中外製薬常務（当時）永山治が会長に就任。
- 1990年☆：中外製薬、主に人工透析に伴う腎性貧血の治療剤（エリスロポエチン製剤）「エポジン」を、ジェネティクス・インスティチュート社と共同開発し発売。しかし、アムジェン社開発、麒麟麦酒・三共発売の、同一製剤「エスポー」と特許訴訟となりエポジンは北米地域非売で和解した。

現在まで売上高トップの主力製品で、一時期エポジンが連結売上高の3割程度となる。
- 1991年☆：好中球減少症などの治療剤「ノイトロジン」を発売。
- 1992年☆：永山治が代表取締役社長に就任した（2006年現在 CEO・COO）。上野公夫前社長が取締役会長に就任。
- 1994年★
  - Roche、当時経営不振に陥っていた研究系医薬品メーカー「シンテックス社」（アメリカ）買収。日本では田辺製薬（現:田辺三菱製薬）と合弁で「田辺シンテックス社」が有ったが、1995年に田辺製薬に吸収・解散させ、ライセンス関係などは日本ロシュを通さずRoche社と提携。
  - 東京都港区芝公園に日本ロシュ本社ビル（ロシュビル）竣工。千代田区丸の内の富士ビルより本社機能を移転。
- 1995年★：日本ロシュが急性前骨髄球性白血病治療剤「ベサノイド」を発売。
- 1996年☆：中外製薬、メルクと合弁会社「中外MSD」を設立し、一般用医薬品などの販売事業を1997年度より移管。
- 1996年★：日本ロシュが国内認可3番目の抗ウイルス化学療法剤（HIV逆転写酵素阻害剤）「ハイビッド」を発売。
- 1997年★：HIVプロテアーゼ阻害剤「インビラーゼ」を発売（2000年、成分改良し「フォートベイス」発売）。
- 1998年★：Roche、試薬メーカーベーリンガー・マンハイム社（ドイツ）買収。日本では日本ロシュ試薬事業と日本ベーリンガー・マンハイム社を合併し、ロシュ・ダイアグノスティックス株式会社を設立・分社化。
- 1999年☆：メルクが中外MSDの合弁を解消し、メルク保有分の全株を取得した上で翌年中外製薬に吸収。中外製薬ヘルスケアカンパニー部を設立し、一般用医薬品などの自社による販売を再度手がける。
- 1999年★：免疫抑制剤「セルセプト」発売。佐藤製薬に「テクスメテン」を承継。
- 2000年★：スミスクライン・ビーチャム（イギリス）とグラクソ・ウエルカム（イギリス）が合併しグラクソ・スミスクラインとなる。両社製品の重複整理に伴い、スミスクライン・ビーチャムの（抗がん剤治療に伴う）制吐剤「カイトリル」を全世界的にRocheへ譲渡、日本でも日本ロシュに販売が移管した（後に製造も移管）。
- 2001年1月★：ソニー出身の小川渉、日本ロシュ社長に就任した。ロシュ・ダイアグノスティックス社長を兼任（現職）。
- 2001年★：抗インフルエンザウイルス剤 「タミフル」カプセルを発売した（2002年、ドライシロップ剤発売）[注釈 1]。
- 2001年★：分子標的薬の悪性リンパ腫治療薬「リツキサン」、乳がん治療薬「ハーセプチン」を発売（リツキサン製造販売権は全薬工業が保有）。
- 2002年☆ - Rocheとの戦略的アライアンスを締結。これに基づき、TOBなどによってロシュが中外製薬株式の過半数以上を取得し、Rocheグループ傘下となる。なお、中外子会社のジェン・プローブ社とRoche子会社のen:Roche Diagnosticsの両社がRocheグループとなると反トラスト法抵触の懸念があるため、中外製薬は大手企業に成長していたジェン・プローフ社の株式をスピンオフ、既存の中外製薬株主へ同社1株当たりジェン・プローブ0.086株を割り当てる有償減資を実施した。10月に中外製薬と日本ロシュが合併し、新中外製薬誕生。同時にコーポレートマークのバックカラーをブラックとグリーンからブルーとホワイトに変更。コーポレートマークの下に「Roche ロシュ グループ」が付く。
- 2003年2月☆ - 高リン血症治療剤「レナジェル」を発売（麒麟麦酒と共同開発）。
- 2003年3月☆：グロンサン販促活動で、Webドラマ「屋根のある空」配信、連動型テレビCMを放映した。

（CM・Webドラマ挿入歌：FLOW、「僕に捧げるバラード」出演者：筒井道隆など）
- 2003年5月★：1月、「セルセプト」、効能が追加承認された。市販直後調査が承認条件だったが未実施が後刻判明した。
- 2003年6月★：抗がん剤（5-FU系のプロドラッグ）「ゼローダ」を発売。
- 2003年12月★：日本初、ペグインターフェロン-α-2a製剤「ペガシス」を発売。
- 2004年4月☆：イーライリリー・アンド・カンパニー社と1999年締結した提携に基づき、日本初の選択的エストロゲン受容体調整薬（骨粗鬆症治療薬）「エビスタ」、日本イーライ・リリー社と共同発売（なお、「エビスタ錠60mg」は2013年1月より日本イーライ・リリーの直販体制となる）。
- 2004年12月☆：一般用医薬品事業をライオンへ譲渡。子会社の永光化成の殺虫剤製造事業もライオンの子会社であるライオンパッケージングへ譲渡した。
  - ただし、三笠製薬が製造する外用鎮痛消炎薬「ゼノール」の販売権は大鵬薬品工業(大塚ホールディングス傘下)へ譲渡。これは、譲渡先のライオンから「ゼノール」と同じカテゴリーのブランドである「ハリックス」が発売されているためである。
  - また、旧日本ロシュ時代から製造し、旧藤沢薬品工業が販売していた解熱鎮痛薬「サリドン」については、販売元であったゼファーマへ移管。現在は第一三共ヘルスケアが製造販売を行っている。2003年までは医療用「サリドン」（フェナセチン系製剤）があった。
  - なお、殺虫剤の「バルサン」は2018年12月にレックへ譲渡され、譲渡と同時にレックの子会社となったライオンパッケージングはバルサン株式会社に商号変更。「グロンサン」「新グロモント」も2024年6月にレックへ譲渡される予定である。
- 2005年6月☆：世界初のキャッスルマン病治療剤「アクテムラ」発売。（大阪大学との共同開発）、鏡石工場及びグループ会社の東北中外製薬をニプロへ譲渡（東北中外製薬は翌月に東北ニプロ製薬へ改称し、2014年10月にニプロファーマへ吸収合併される）。
- 2006年5月☆：生産機能を分社化し、子会社の中外製薬工業（同年4月に中外テクノビジネスから商号変更）へ譲渡。
- 2007年12月☆：日本国内におけるサノフィ・アベンティス（現:サノフィ）製品の販売提携を終了。2008年からは同社直販体制となる。
- 2009年7月☆：事業譲渡等で休業状態となっていた子会社の永光化成を吸収合併。
- 2011年12月☆：ロシュグループ内による当社株式保有関係の簡素化を目的に、親会社間における株式移管を実施し、当社の親会社がロシュ・ファームホールディング・ビー・ヴィからロシュ・ホールディング・リミテッドに異動となった。
- 2014年12月☆：新スローガン策定に合わせて公式Twitterアカウントを開設[8]。
- 2018年5月☆ - 血友病の革新的な医薬品となる、抗血液凝固第IXa/X因子ヒト化二重特異性モノクローナル抗体 「ヘムライブラ」を発売。
- 2019年7月☆：デジタル・IT統轄部門を新設。
- 2021年3月☆：未来創薬研究所の事業運営を終了。

## CM
- かつては日本テレビ水曜20時枠の「歌のワイド90分!」「あきれた刑事」「クイズ世界はSHOW by ショーバイ!!」「速報!歌の大辞テン」などや「全国高等学校クイズ選手権」（第15回 - 第16回）やテレビ東京の「未来世紀ジパング」や「ガイアの夜明け」などの提供番組を持っていた。このスポンサーは当社出身の製品を販売している日用品メーカーのライオンと共に行っていた。上記以外では日本テレビの「健康増進時代」→「Oh!診」→「からだ元気科」→「金曜ロードSHOW!」、TBSの「水曜ロードショー」→「情報スペースJ」→「女神の天秤」、「毎日甲子園ボウル」（毎日放送制作時代の第48回・1993年度のみ）、テレビ朝日の「報道ステーション SUNDAY」、フジテレビの「ポップUP!」などにも提供していた。
  - 同じくTBS土曜22時のドラマ枠[注釈 2]では、1969年4月から1980年9月までの長きに渡り、筆頭スポンサーを務めた。1975年3月31日に在阪準キー局がABCからMBSに変更された後も続けて担当したが、必殺シリーズはある視聴者から「人殺しの番組に人を救う会社がスポンサーに付くのはおかしい」というクレームが付いたことから、シリーズ途中からスポンサーを降りている[11]。
  - 現在は、news zero（日本テレビ、月曜日のみ）で提供している。
  - 一般用医薬品事業を譲渡した2004年12月以降はCMのテレビ放映は行われなかったが、翌年の2005年11月から放映された『そして、医療現場へ編』から企業CMのテレビ放映を行っている。なお、新スローガンの策定に合わせて2014年12月から放映されている『風で吹きこまれるいのち』篇に登場するのは彫刻家テオ・ヤンセンの代表作「ストランドビースト」である[8]。
- ラジオCMとしては2015年7月よりTBSラジオ『JUNK』にCM提供している[注釈 3]。

## 備考
- 韓国に同名の「JW中外製薬」が存在するが、終戦直前の1945年に韓国人によって設立された企業であり、まったくの別会社である。中外製薬のソウル支店を韓国の起業家が買収したが、社名を維持して朝鮮中外製薬と名付けたため、全く関係がないというわけではない。
- 中外製薬以外に、中外医薬生産や、中外写真薬品、中外鉱業、株式会社中外など、中外と名のつく企業が複数存在するが、いずれも中外製薬とは一切無関係である。
- 当社に先んじて、1916年に伊東祐穀を社長とする「中外製薬株式会社」が東京市神田区南乗物町にて設立登記されている[12][13]。

## 関連人物
- 安倍道治
- 中嶋宏 - 世界保健機関事務局長
- 上野十蔵
- 高瀬一誌
- 永山治
- 長谷川五郎 - オセロの考案者
- 望月眞弓